# باب هج (زبان شناس)
باب هج (انگلیسی: Bob Hodge؛ زادهٔ ۲۵ آوریل ۱۹۴۰) دانشمند در زمینه زبان‌شناسی، نشانه‌شناسی، و مطالعات فرهنگی اهل استرالیا است.